# Graptacme nielseni
Graptacme nielseni är en blötdjursart som beskrevs av Lamprell och Healy 1998. Graptacme nielseni ingår i släktet Graptacme och familjen Dentaliidae. Inga underarter finns listade i Catalogue of Life.